# انگلوود (فلوریدا)
انگلوود (به انگلیسی: Englewood) یک منطقهٔ مسکونی در ایالات متحده آمریکا است که در شهرستان شارلوت، فلوریدا واقع شده‌است. انگلوود ۳۳٫۸ کیلومتر مربع مساحت و ۱۴٬۸۶۳ نفر جمعیت دارد و ۳ متر بالاتر از سطح دریا قرار دارد.